# Lielax kyrka
Lielax kyrka (finska: Lielahden kirkko) är en kyrkobyggnad i Tammerfors i Finland. Den ligger i stadsdelen Lielax och tillhör Harju församling inom Evangelisk-lutherska kyrkan i Finland.
Kyrkobyggnaden ritades av arkitekten Pentti Turunen och är uppförd i rött tegel. Den invigdes i april 1961 av biskop Eelis Gulin. År 1991 fick kyrkan sin orgel. Kyrksalen rymmer 160 personer.